# Saengildo
Saengildo (koreanska: 생일도) är en ö i Sydkorea.   Den ligger i provinsen Södra Jeolla, i den södra delen av landet, 400 km söder om huvudstaden Seoul. Arean är 15,0 kvadratkilometer.
Terrängen på Saengildo är lite kuperad. Öns högsta punkt är 459 meter över havet. Den sträcker sig 4,5 kilometer i nord-sydlig riktning, och 5,5 kilometer i öst-västlig riktning.